# 陈伟根 (政治人物)
陈伟根（1955年3月—），浙江绍兴人。1982年12月加入中国共产党。上海交通大学船舶制造系毕业，研究生学历，工商管理硕士。
历任中机公司副处长、处长、驻港公司总经理、总公司副总经理、总经理、董事长，中国通用技术（集团）控股有限责任公司常务董事、总经理、董事长等职。
2007年5月，任吉林省人民政府副省长。2012年5月，任中共吉林省委常委，吉林省人民政府副省长。2015年1月，当选吉林省人大常委会副主任。